# Barnówko (wieś)
Barnówko (niem. do 1945 r. Berneuchen) – wieś w Polsce położona w województwie zachodniopomorskim, w powiecie myśliborskim, w gminie Dębno, nad rzeką Myślą. Według danych z 2015 r. miejscowość liczyła 281 mieszkańców.
Pierwsza wzmianka pochodzi z 1299 r. Przed 1317 r. nadane zostały prawa miejskie (oppidum; nie posiadało murów miejskich), utracone w 1608 r. W XIX w. właścicielami wsi była rodzina von dem Borne. Gospodarujący w niej od 1871 r. Max von dem Borne rozwinął znacznie gospodarkę rybacką, sprowadzając m.in. z Ameryki nowe gatunki ryb (m.in. sumika karłowatego) oraz raka pręgowatego, które stąd rozprzestrzeniły się w zbiornikach wodnych Europy. W latach 1923–1928 Barnówko było miejscem corocznych spotkań ruchu religijnej odnowy w łonie Kościoła ewangelickiego, Berneuchener Bewegung (Ruch Barnówecki). W 1993 r. odkryto w pobliżu złoża ropy naftowej i gazu ziemnego BMB (Barnówko - Mostno – Buszów), eksploatowane od roku 2000.
We wsi funkcjonuje niepubliczna szkoła podstawowa. Ludność zajmuje się głównie rolnictwem, istnieje również gospodarstwo rybackie.

## Nazwa
Niemiecka nazwa Nova Bernowe i późniejsze, przeniesione przez osadników w toku kolonizacji w 2. połowie XIII–XIV w. z rejonów Połabszczyzny, pochodzą od brandenburskiego Bernau bei Berlin.
Nazwy na przestrzeni wieków: Nova Bernau 1299, Barnow 1300, Neue Bernowe 1317, Bernow 1350, Newenbernow 1374, Berneuchen 1374, Bernou 1406, Bernonken 1456, Bernowichen 1486, Bernewichen na mapie Joana Blaeu z 1645 roku, Berneuchen 1833. Nazwa Barnówko nadana została urzędowo w 1947 r.

## Położenie
Wieś położona jest przy drodze Myślibórz-Dębno, 7 km na północny wschód od Dębna, 17 km od Myśliborza i 32 km od Gorzowa.
Zgodnie z podziałem fizycznogeograficznym Polski Kondrackiego teren, na którym położone jest Barnówko należy do prowincji Nizina Środkowoeuropejska, podprowincji Pojezierza Południowobałtyckiego, makroregionu Pojezierze Południowopomorskie oraz w końcowej klasyfikacji do mezoregionu Równina Gorzowska.

## Środowisko przyrodnicze
Rośliny rzadko spotykane i chronione: grzybień północny, orlik pospolity, kocanki piaskowe, zagrożone wyginięciem: pływacz średni, rdestnica ostrolistna. Rośliny rzadko występujące: siedmiopalecznik błotny, konwalia majowa, potocznik wąskolistny, turzyca nitkowata, barwinek pospolity, bluszcz pospolity, grążel żółty, róża jabłkowa, wierzba rokita, trędownik oskrzydlony, jest tu też obecny inwazyjny niecierpek himalajski. Zespół strzałki wodnej – tworzy niskie szuwary m.in. w kieszeni doliny rzeki Myśli 2 km od Barnówka. Na skarpach nad rzeką Myślą 1,5 km od Barnówka na terenach bagnistych wykształca się lęg jesionowo-olszowy. Wzdłuż doliny rzeki Myśli 0,8 km od Barnówka pojawiają się buczyny, stanowiące wymagające ochrony siedlisko przyrodnicze. Drogę Myślibórz – Dębno stanowi ściana lasu (klony, jawory, jesiony wyniosłe), od granicy Barnówka w kierunku Dębna znajduje się pomnik przyrody – lipa drobnolistna. Lokalne podmokłości są miejscem bytowania kumaka.
Do ssaków występujących na tym terenie należą: rzęsorek rzeczek, nocek rudy, piżmak, norka amerykańska. Wśród płazów występuje kumak nizinny. Ptaki: perkoz dwuczuby i rdzawoszyi, czapla siwa, łabędź niemy, żuraw, brodziec piskliwy, puszczyk, zimorodek, dzięcioł zielony, remiz, kruk, trznadel, potrzeszcz, krętogłów, wodnik, kania ruda, głowienka.

## Historia
- VIII-poł. X w. – w widłach Odry i dolnej Warty znajdowała się odrębna jednostka terytorialna typu plemiennego, prawdopodobnie powiązana z plemieniem Lubuszan. Na północy od osadnictwa grupy cedyńskiej oddzielały ją puszcze mosińska (merica Massen) i smolnicka (merica Smolnitz). Mieszkańcy zajmowali się gospodarką rolniczo-hodowlaną.
- 960–972 – książę Mieszko I opanował tereny nadodrzańskie, obejmujące obręb późniejszej kasztelani cedyńskiej, ziemię kiniecką i kostrzyńską
- 1005 (lub 1007) – Polska straciła zwierzchność nad Pomorzem, w tym również nad terytorium w widłach Odry i dolnej Warty.
- 1112-1116 – w wyniku wyprawy Bolesława Krzywoustego, Pomorze Zachodnie uznało zwierzchność lenną Polski
- Pocz. XIII w. – obszar na północ od linii Noteci-dolnej Warty i zachód od Gwdy w dorzeczu Myśli, Drawy, środkowej Iny, stanowi część składową księstwa pomorskiego; w niewyjaśnionych okolicznościach zostaje przejęty przez księcia wielkopolskiego Władysława Laskonogiego, a następnie jego bratanka, Władysława Odonica
- 1250 – margrabiowie brandenburscy z dynastii Askańczyków rozpoczynają ekspansję na wschód od Odry; z zajmowanych kolejno obszarów powstaje z czasem Nowa Marchia
- 25.11.1299 – w Eberswalde przy fundacji klasztoru Cystersów w Himmelpfurt koło Lychen w diecezji brandenburskiej przez margrabiego Albrechta III obecny jest m.in. Bald(e)win, pleban in Nova Bernau[8]
- 1300 – wzmianka pod nazwą Nova Bernowe; wymieniany jest dwukrotnie proboszcz Balduin[9]

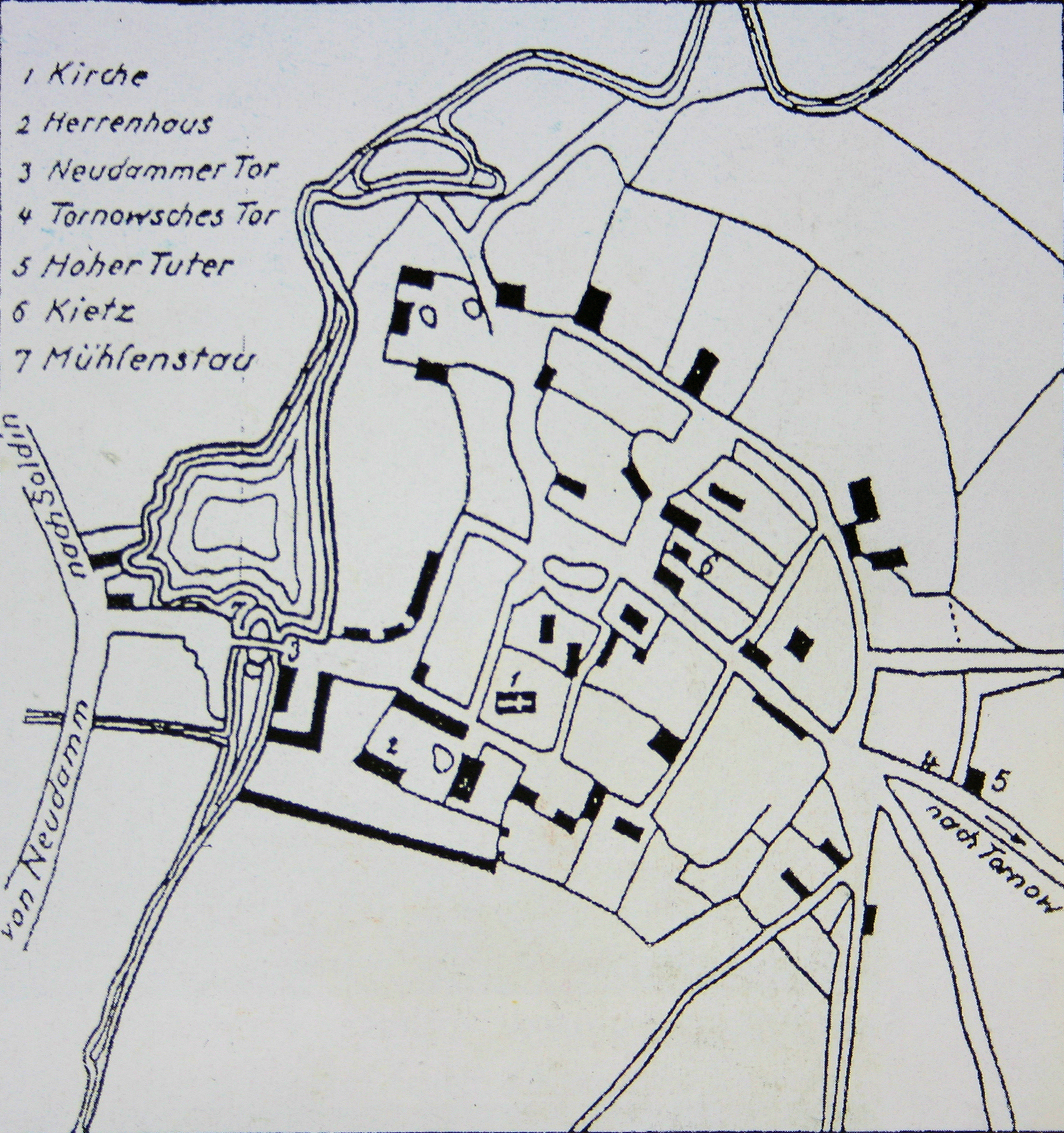
Plan miasta w XV w

- 26.12.1317 – przywilej margrabiego Waldemara podporządkowuje wyrokom sądu myśliborskiego siedem głównych miast Nowej Marchii (czyli nadaje prawa miejskie na prawie myśliborskim): Barlinek, Gorzów, Kostrzyn, Czelin, Mieszkowice, Barnówko (civitas Neue Bernowe) i Nowogródek Pomorski[10]; miasteczko jest umocnione wałem ziemnym i fosą, murów obronnych nigdy nie wzniesiono (oppidum), zbudowano natomiast dwie umocnione bramy miejskie: Dębnowską i Tarnowską; brak znalezisk archeologicznych pozwalających uważać chyżę za osadę przedlokacyjną Barnówka[11]
- 1320-1323 – po wygaśnięciu dynastii askańskiej, Nowa Marchia przejściowo przechodzi we władanie książąt pomorskich
- 1323 – władzę w Nowej Marchii obejmują Wittelsbachowie
- 1328 – w miasteczku wymieniamy jest ród von Wedel
- 1347-1367 – w Barnówku (opidum nove Bernowe) wymieniany jest ród Mörner[12], który 28 września 1347 r. zakupił miasteczko od braci Henninga i Bertrama von Stegelitz[13][14]
- 06.01.1349 – Mörnerowie wspólnie z Arnoldem i Henningiem von Uchtenhagen otrzymują miasteczko w lenno od margrabiego Ludwika[15][16][17]
- 1373 – pod zwierzchnictwem Korony Czeskiej dynastii Luksemburgów
- 1374 – Barnówko ponownie wymieniane jest jako własność rodu von Wedel[18][19]. Newenbernow (też Nyenbernow) występuje w dokumencie z 28 maja 1374 r., gdy w Gubinie von Wedlowie wraz z innymi przedstawicielami rycerstwa składają hołd lenny Wacławowi IV Luksemburskiemu[20]
- 1402 – w Krakowie osiągnięto porozumienie w sprawie sprzedaży przez Luksemburgów miasteczka wraz z Nową Marchią Koronie Polskiej, jednakże ostatecznie zostało sprzedane zakonowi krzyżackiemu
- pocz. XV w. – Barnówko zostaje wymienione jako przynależne administracyjnie do dekanatu kostrzyńskiego w diecezji lubuskiej[21]
- 1405 – Barnówko posiada 64 łany ziemi, na uposażeniu proboszcza 4 łany; jest to miasteczko z zamkiem[9]
- 1406 – biskup lubuski Jan IV Borshnitz domaga się zwiększenia dziesięcin z miejscowości Bernou[9]
- 1441 – w miasteczku wymieniany jest ród Kuhmeise (henning an der komeysze to bernow)[22]
- 1454/55 – po wybuchu wojny polsko-krzyżackiej Krzyżacy sprzedają miasteczko i region w celu pozyskania środków na prowadzenie wojny
- 1456 - kolejna wzmianka o rodzie Kuhmeise (Clawes komeise zu Bernonken)[23]
- 1484 - nadanie lenne dla rodu von dem Borne dotyczące miasteczka; przechowywane było w archiwum miejskim[24]
- 2.06.1486 – margrabia Jan Cicero nadaje Clausowi von der Kuhmeise (Claus von der Kumeisen, Kuemaisen) w lenno miasteczko Barnówko (Bernowichen) wraz ze wsiami Dyszno (Ringenwolde) i Ostrowiec (Wusterwicz)[25][26]
- 19.02.1494 – margrabia Jan Cicero nadaje Baltazarowi i Andrzejowi von der Kuhmeise (Balczer und andereues Comeissen) w lenno miasteczko Barnówko (Bernowichen) wraz ze wsiami Dyszno (Ringenwalde) i Ostrowiec (Wusterwitz)[27][28]
- 1535-1571 – za rządów Jana Kostrzyńskiego Nowa Marchia staje się niezależnym państwem w ramach Świętego Cesarstwa Rzymskiego Narodu Niemieckiego
- 1538 – margrabia Jan Kostrzyński oficjalnie wprowadza na terenie Nowej Marchii luteranizm jako religię obowiązującą
- ok. 1605 - zbudowany zostaje kościół z muru pruskiego; zachował się do 1945 r.
- 1608 – utrata prawa targu i prawa nowego osadnictwa, przez co faktycznie Barnówko przestaje być miastem
- 1648 i 1653 – właścicielem Barnówka staje się nowomarchijski kanclerz Hans Georg von dem Borne (8.3.1589-30.8.1656), który zakupuje je od rodu Kuhmeise[29]
- 1701 – powstanie Królestwa Prus
- 1711 – do kościoła dobudowano zachodnią wieżę
- 1780 – wybudowano pałac
- 2 Poł. XVIII – założenie parku
- XIX w. – we wsi istnieje cech tkaczy; miejscowość o charakterze rolniczym
- 1806-1807 – Nowa Marchia pod okupacją wojsk napoleońskich; na mocy traktatu w Tylży w dniu 12.07.1807 r. wojska francuskie opuszczają terytorium państwa pruskiego z wyjątkiem niektórych ważniejszych twierdz, pod warunkiem spłaty bądź zabezpieczenia nałożonej na Prusy kontrybucji wojennej.

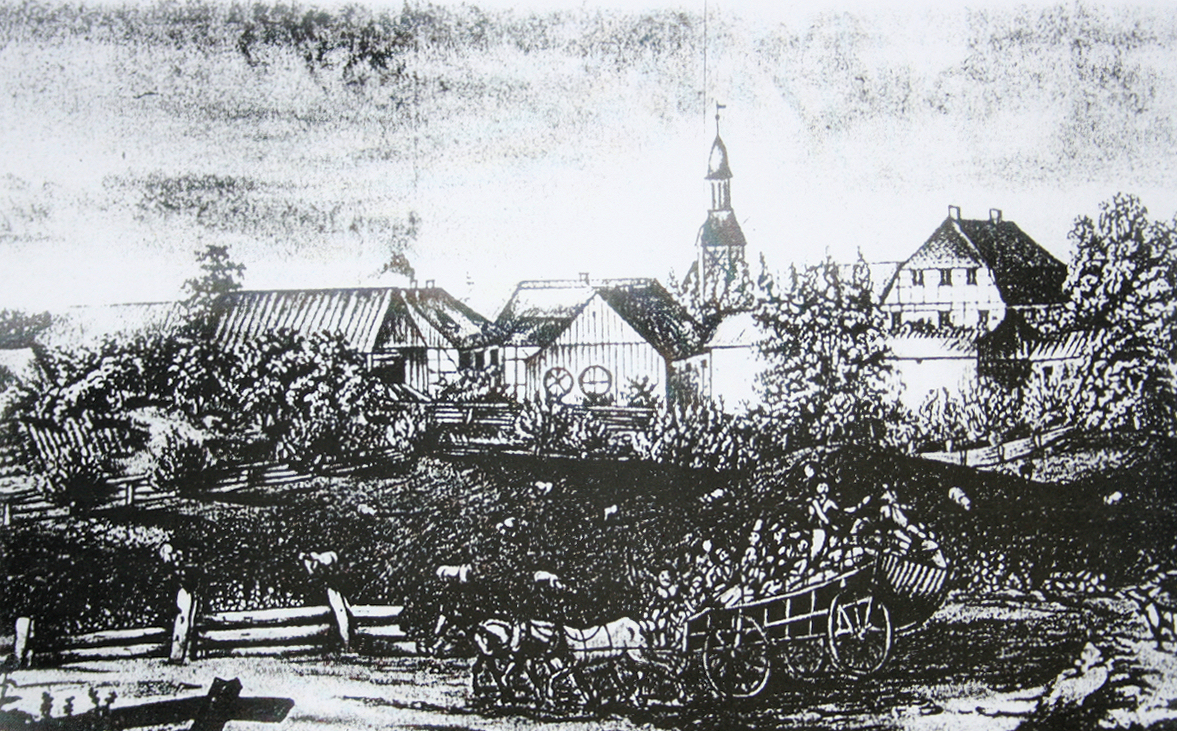
Widok Barnówka w 1810 roku

- 1807-1811 – reformy gospodarcze Steina – Hardenberga dotyczące zniesienia poddaństwa chłopów w Prusach
- 1815-1818 – reformy administracyjne Prus zmieniają strukturę Nowej Marchii; wieś należy do powiatu Gorzów, w rejencji frankfurckiej, w prowincji brandenburskiej.
- 1860 – wybudowano oranżerię
- 1871 – założono stawy rybne; pierwsza wzmianka o hodowli prowadzonej przez niemieckiego hrabiego Maxa von dem Borne
- 1871-1918 – Nowa Marchia w ramach zjednoczonej Drugiej Rzeszy Niemieckiej
- 1882 - oddano do użytku linię kolejową łączącą Stargard z Kostrzynem, która przechodziła przez Barnówko; stację zlokalizowano 2,5 km od wsi
- 1884 - Louise Pauline Bertha von dem Borne, córka Maxa von dem Borne, poślubia Rudolfa von Viebahn; ich potomkowie naszą nazwisko von Viebahn von dem Borne

- 1885 - Max von dem Borne sprowadził z Ameryki do stawów w Barnówku sumika karłowatego, który stąd rozprzestrzenił się do innych krajów Europy, w tym na ziemie dzisiejszej Polski[30].

- XII.1890 – Max von dem Borne sprowadził pierwsze 100 osobników raka pręgowatego, pochodzących z rzeki Delaware w stanie Pensylwania w Stany Zjednoczone Ameryki Płn. Miejscem introdukcji był staw o powierzchni około 1000 m² położony nad rzeką Myślą w Barnówku[31]

| Niemiecka nazwa | Obiekt                        | Położenie           | Polska nazwa         | Ludność ok. 1820 r. | Ludność w 1852 r. |
| --------------- | ----------------------------- | ------------------- | -------------------- | ------------------- | ----------------- |
| Berneuchen Bhf. | stacja kolejowa               | 2 km na płd.-zach.  | Barnówko PKP         |                     |                   |
| Berneuchen F.   | leśniczówka                   | 1,5 km na płn.wsch. | [nie istnieje]       | 6                   |                   |
| Bornhofen       | cegielnia                     | 3 km na płd.        | Więcław              |                     |                   |
| Bärnen          | domek myśliwski (Jagdschloss) | 3,5 km na płd.      | [nie istnieje]       |                     |                   |
| Finkenberg      | osada                         | 0,5 km na zach.     | Płetnie [Barnówko]   |                     |                   |
| Hohefeld        | folwark                       | 2 km na płn.-wsch.  | Opoki [nie istnieje] |                     | 25                |
| Lindwerder      | kolonia (w XIX w.)            | 5,5 km na wsch.     | Łąkomin              | 74                  | 252               |

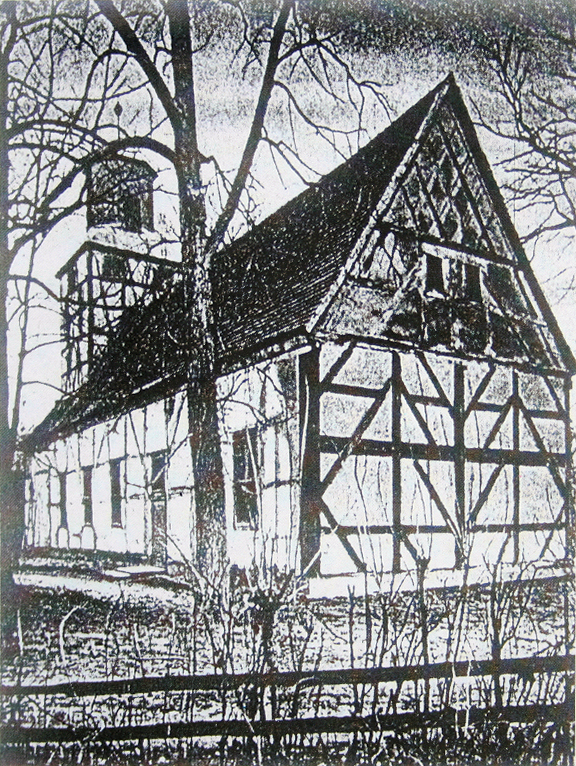
Dawny kościół, widok z 1810 roku

- 1923-1928 - Barnówko jest miejscem corocznych spotkań ruchu religijnej odnowy w łonie Kościoła ewangelickiego, który zrodził się po pierwszej wojnie światowej w środowisku pomorskiej i nowomarchijskiej szlachty. Nazwa ruchu nadana została od miejscowości - Berneuchener Bewegung (Ruch Barnówecki) - i istnieje on w Niemczech do dziś, a jego głównym ośrodkiem jest dawny klasztor Kirchberg w Badenii-Wirtembergii[36]
- 1935?-1945 - funkcjonuje lądowisko tymczasowe; brak odnotowanej aktywności Luftwaffe[37]
- 03.02.1945 – zajęcie przez 5 Armię 1 Frontu Białoruskiego
- 14-23.04.1945 – w Barnówku stacjonuje I Pułk Lotnictwa Myśliwskiego „Warszawa”; lotnisko zbudowano na polach obok lasu, przy szosie i linii kolejowej z Myśliborza do Kostrzyna; sztab stacjonował w pałacu, który jeszcze wówczas nie był zniszczony
- 20.04.1945 – podczas startu do lotu bojowego na eskortę szturmowców Ił-2 z lotniska Barnówko zginął chorąży Roman Wierzchnicki (awansowany pośmiertnie do stopnia podporucznika). Z niewyjaśnionych przyczyn jego Jak-9 nr „80” (3915380) zaczepił skrzydłem o ziemię, obrócił się wokół własnej osi, uderzył w stojące koło pasa drzewo i stanął w płomieniach. Pilot zginął we wraku samolotu. Pochowany został początkowo na gazonie przed pałacem w Barnówku, po wojnie przeniesiony przez rodzinę na Cmentarz Powązkowski w Warszawie[38][39]
- 23.04.1945 – po powrocie z lotu rozpoznawczego w rejon Berlina, na lotnisku Barnówko rozbił się Jak-9 nr 4 (nr fabryczny 4115304) porucznika Anatolija Szyrokuna (Анатолий Климентьевич Широкун), zastępcy dowódcy 2 eskadry. Nad lotniskiem na wysokości 400 metrów wykonał on półbeczkę i opuszczając przód samolotu uderzył w ziemię; maszyna stanęła w ogniu i doszczętnie się spaliła. Badanie wraku wykazało zerwanie się linek sterowych. Pochowany początkowo w parku przy pałacu w Barnówku obok chorążego Wierzchnickiego, kilka lat po wojnie został ekshumowany i przeniesiony na Cmentarz Powązkowski w Warszawie[39][40]
- 1945 – zniszczenie kościoła
- Po 1945 - napływ przesiedleńców z terenów dzisiejszej Białorusi - z Wołkowyska, Repuszychy, Oszmiany, Lidy - oraz z Bogdanowa na Wileńszczyźnie. W późniejszym okresie przybyli osadnicy spod Częstochowy.
- Po 1945 - pałac zostaje rozebrany
- 1946 – uruchomiono 3-klasową (następnie 4-klasową) szkołę podstawową, początkowo w budynku mieszkalnym
- 1960 – wprowadzenie systemu szkolnictwa podstawowego 8-klasowego, szkołę przeniesiono do nowego budynku; długoletnim dyrektorem jest Marianna Fabiańczyk
- 1993 – zielonogórski Zakład Górnictwa Nafty i Gazu dokonuje odkrycia złoża ropy naftowej i gazu ziemnego, nazwanego BMB (skrót od nazw miejscowości Barnówko - Mostno – Buszów).
- 1994 - uzyskany zostaje przypływ gazu i ropy w otworach Barnówko-1 i Buszów-1
- 1975 – w wyniku zmiany podziału administracyjnego zlikwidowany zostaje powiat chojeński; wieś należy do województwa gorzowskiego i gminy Dębno.
- 1999 – w ramach zmiany podziału administracyjnego wieś należy do województwa zachodniopomorskiego, powiatu myśliborskiego i gminy Dębno
- 2000 - początek przemysłowej eksploatacji złoża ropy naftowej i gazu ziemnego
- 2004 – likwidacja publicznej szkoły podstawowej; powstanie Niepublicznej Szkoły Podstawowej
- 07.06.2008 – odsłonięcie i poświęcenie kapliczki św. Barbary; pierwszy zlot imienniczek patronki

| Właściciel                  | Lata                   |
| --------------------------- | ---------------------- |
| von Wedel                   | 1328                   |
| von Stegelitz               | do 1347                |
| von Mörner                  | 1347-1367              |
| von Mörner, von Uchtenhagen | 1349                   |
| von Wedel                   | 1374                   |
| Kuhmeise                    | 1441-1653              |
| von dem Borne               | od 1484?, 1648/53-1945 |

## Ludność
Liczba ludności w ostatnich 3 wiekach:

## Gospodarka
Struktura działalności gospodarczej na dzień 31.10.2004 r.:
| Dział       | Ilość |
| ----------- | ----- |
| Produkcja   | 1     |
| Usługi      | 1     |
| Handel      | 1     |
| Gastronomia | -     |
| Transport   | 4     |

W Barnówku funkcjonują 22 gospodarstwa rolne o łącznej fizycznej powierzchni 138,54 ha. Struktura użytków rolnych:
| Użytki rolne | Pow. w ha |
| ------------ | --------- |
| Orne         | 117,19    |
| Zielone      | 13,38     |
| Lasy         | 2,84      |
| Razem        | 133,41    |

Powierzchnia gospodarstw:
| Pow. w ha | Ilość |
| --------- | ----- |
| 1-5       | 13    |
| 5-10      | 5     |
| 10-20     | 2     |
| 20-50     | 2     |
| 50-100    | -     |
| >100      | -     |

- Kolejowy Ekspedyt Ropy Naftowej, Gazu Płynnego i Siarki „Barnówko” - największy i najnowocześniejszy w Polsce. Przeznaczony jest do przeładunku ropy naftowej rurociągiem podziemnym, z terenu kopalni ropy naftowej i gazu ziemnego „Dębno”, do cystern kolejowych. Ponadto przeładowywana jest siarka płynna, z procesu odsiarczania gazu ziemnego.
- Gospodarstwo rybackie Stanisław Janicki – obejmuje kilkadziesiąt stawów o łącznej pow. 300 ha. Założone w 1871 r. przez Maxa von dem Borne. W grudniu 1890 r. sprowadził on ze Stanów Zjednoczonych Ameryki Północnej nieznany dotąd w Europie gatunek raka pręgowatego. Niedługo po tym powódź przerwała groblę stawu i uwolniła część raków. Rzeką Myślą rak pręgowaty przedostał się do Odry i dalej na teren Wielkopolski i Pomorza Zachodniego, a następnie dotarł do dorzecza Wisły i opanował praktycznie obszar całego kraju z wyjątkiem skrawka południowo-wschodniej Polski. Max von dem Borne sprowadził również suma kalifornijskiego (ryba drapieżna, dochodząca w wodach macierzystych do metra długości), jednak w nowym środowisku skarlał i osiąga maksimum 25 centymetrów. W późniejszych czasach gospodarstwo rybackie słynęło z hodowli karpia królewskiego. Obecnie prowadzi sprzedaż ryb konsumpcyjnych, materiału zarybieniowego (wylęg, lipcówka, narybek, kroczek), kolorowych rybek (karp koi, karaś, jaź) oraz dwa łowiska wędkarskie, a także jeziora Zielone oraz Postne, zarybiane takimi gatunkami ryb jak: karp, amur, lin, szczupak, sandacz, sum.

## Edukacja
- Uczniowie uczęszczają do publicznej Szkoły Podstawowej nr 1 im. Komisji Edukacji Narodowej w Dębnie oraz do gimnazjum publicznego w Dębnie[45]
- Niepubliczna Szkoła Podstawowa w Barnówku założona została przez Stowarzyszenie Edukacyjne Na Rzecz Rozwoju Wsi: Mostno, Więcław, Łazy i Barnówko „Nasza Szkoła”; otwarcie nastąpiło 1 września 2004 r.; budynek szkoły wyremontowany został w 2006 r. ze środków Unii Europejskiej, stowarzyszenia i darczyńców.

## Organizacje i instytucje
- Sołectwo Barnówko – ogół mieszkańców wsi Barnówko stanowi Samorząd Mieszkańców Sołectwa; teren działania sołectwa obejmuje wieś Barnówko – w jej granicach administracyjnych.
- Stowarzyszenie Edukacyjne Na Rzecz Rozwoju Wsi: Mostno, Więcław, Łazy i Barnówko „Nasza Szkoła” – organizacja pozarządową posiadającą status organizacji pożytku publicznego, założona przez rodziców uczniów i mieszkańców tych miejscowości w lutym 2004 r., w maju 2004 r. wpis do KRS w Szczecinie. Głównym celem jest prowadzenie Niepublicznej Szkoły Podstawowej w Barnówku i od 1 września 2006 r. Małego Przedszkola „Leśne skrzaty”[46].

## Atrakcje turystyczne
- Park pałacowy, XVIII, nr rej.: A-1058z 5.10.1979 – pow. 44 ha, z czego stawy rybne 36 ha; założony w 2. poł. XVIII w., usytuowany w płd. części wsi nad brzegiem rzeki Myśli. W skład kompleksu wchodzą ruiny pałacu i oranżerii, zniszczony układ dróg i wnętrz parkowych, częściowo zachowany cenny starodrzew – dwa dęby szypułkowe „Guślarze” o obw. 460 i 510 cm, wys. 20–22 m (według legendy - powstałej już w czasach PRL - pogańscy kapłani składali pod nimi ofiary bóstwom i przepowiadali przyszłość[47]), klony, sokora chińska, choina kanadyjska – i budynki gospodarcze z 2. poł. XIX w. Pod koniec XIX w. park przebudowano oraz poszerzono o łąki i stawy rybne. Wpisany do rejestru zabytków pod numerem 274/79 z 5 października 1979 r.[48]
- Kościół pw. Najświętszego Serca Pana Jezusa – powstał na bazie kaplicy grzebalnej cmentarza ewangelickiego (zbudowanej przed 1939 r.), wyremontowanej i zaadaptowanej na kościół rzymskokatolicki w 1945 r. W latach 50. XX w. rozbudowany[49], poświęcony w 1967 r., odrestaurowany w 2004 r. Budynek prosty, na planie prostokąta, orientowany.
- Cmentarz – powstał w okresie I wojny światowej; znajduje się na nim pomnik żołnierza niemieckiego z I wojny światowej, odrestaurowany w 2000 r.
- Teren ostatniego lotniska I Pułku Lotnictwa Myśliwskiego „Warszawa”
- Gniazdo bociana czarnego (pomnik przyrody)
- Przez wieś przebiegają szlaki turystyczne:  „Wokół Dębna”,  „Nad rzeką Kosą”